# Johann Heinrich Wilhelm von den Berken
Johann Heinrich Wilhelm von den Berken (* 5. Juni 1747, anderes Datum 5. Juli 1747 in Lüdenscheid; † 24. Mai 1823 in Altena) war ein deutscher Jurist.

## Leben

### Familie
Johann Heinrich Wilhelm von den Berken war der Sohn von Georg Herrmann von den Berken (1711–1783), der bis 1753 Richter am Gericht in Rönsahl war, und dessen Ehefrau Anne Marie Castringuis (1724–1788).
Er war mehrfach verheiratet und hatte mehrere Kinder. In erster Ehe heiratete er im März 1773 in Lüdenscheid Sara Wilhelmina Theodora (geb. Dullaeus) (1748–1779) und in zweiter Ehe war er seit dem 6. August 1780 in Altena mit Maria Elisabeth (geb. Goecke) (1750–1832) verheiratet.
Seine Tochter Lisette von den Berken war mit dem evangelischen Geistlichen Wilhelm Hülsemann, verheiratet; sein Schwiegersohn widmete ihm einen Nekrolog.

### Werdegang
Johann Heinrich Wilhelm von den Berken besuchte die Lateinische Schule (heute Zeppelin-Gymnasium) in Lüdenscheid beim Rektor Lange; dieser unterrichtete unter anderem auch Philosophie im Sinne Christian Wolff nach dem Werk Elementa philosophiae recentioris von Friedrich Christian Baumeister in Logik, Metaphysik, Moral, Naturrecht, Ethik und der Lebensweisheit; er wurde aber vor allem durch die Schrift Primæ lineæ isagoges in eruditionem universalem von Johann Matthias Gesner in der Philosophie geprägt. In Geschichte wurde er durch Grundlegung der Universal-Historie von Johann Heinrich Zopf geleitet.
Er verfolgte später aufmerksam den Fragmentenstreit, der durch die Veröffentlichung Fragmente eines Ungenannten von Gotthold Ephraim Lessing ausgelöst worden war und die Stellungnahmen, unter anderem von Johann Salomo Semler hierzu. Er glaubte, dass ein wahrer Rechtsgelehrter nur jemand sein könne, der die Wahrheiten der Religion erkenne, weil nur aus ihnen das Recht abgeleitet werden könne. Aus diesem Grund schätzte er Johann David Michaelis Mosaisches Recht, das beeinflusst war von Montesquieus L'esprit de lois von 1748.
1767 kam er als Adjunkt zu seinem Vater in die Advokatur in Lüdenscheid und 1771 ernannte ihn Friedrich der Große zum Hoffiskal, als er seinem Großvater Johann Wilhelm Castringuis in der Advokatur folgte.
Er war als Lehnsrichter am Lehnsgericht tätig.
Nach 1787 studierte er auch die Schriften von Immanuel Kant, erkannte aber verschiedene Widersprüche. Nachdem Friedrich Ehrenberg ein Buch über den Geist der reinen Sittlichkeit herausgegeben hatte, entschloss er sich, diesen zu widerlegen; seine Schrift ließ er dann allerdings nicht drucken.
Um 1800 war er Oberbürgermeister von Altena; er legte das Amt, nach dem Frieden von Tilsit, während der französischen Herrschaft nieder.
Für den Grafen von Brabeck war er Deputierter bei den Landständen in Limburg.
Weiterhin übte er das Amt des Präsidenten des Presbyteriums sowie des Schulvorstandes aus und war Assessor der evangelischen märkischen Synode.
Er betätigte sich auch als Heimatforscher und gab 1804 die Schrift Beitrag zur Geschichte des westfälischen Adels heraus. In seiner Publikation Einige Bemerkungen über die beim Wasserbau in Gebirgsgegenden vorkommenden Rechtsfragen beschäftigte er sich mit der Industrialisierung der Region.

## Ehrungen und Auszeichnungen
Johann Heinrich Wilhelm von den Berken erhielt von der Universität Bonn die Ehrenpromotion des Doktors beider Rechte.

## Mitgliedschaften
Der literarische Verein der Grafschaft Mark wählte Johann Heinrich Wilhelm von den Berken zu ihrem Präsidenten.

## Ehrungen und Auszeichnungen
Am Tag seines Dienstjubiläums erhielt Johann Heinrich Wilhelm von den Berken 1817 das Diplom eines Justizrats und den Roten Adlerorden 2. Klasse.

## Schriften (Auswahl)
- Beitrag zur Geschichte des westfälischen Adels. Dortmund, 1804 (Digitalisat).
- Einige Bemerkungen über die beim Wasserbau in Gebirgsgegenden vorkommenden Rechtsfragen. Essen und Duisburg, 1819 (Digitalisat).